# Tanasis Andrutsos
Atanasios „Tanasis” Andrutsos (gr. Αθανάσιος „Θανάσης” Ανδρούτσος; ur. 6 maja 1997 w Amarusi) – grecki piłkarz grający na pozycji pomocnika. Zawodnik VfL Osnabrück.

## Życiorys
Jest wychowankiem Olympiakosu SFP. 9 września 2015 dołączył do seniorskiego zespołu tego klubu. W rozgrywkach Superleague Ellada zagrał po raz pierwszy 4 grudnia 2016 w wygranym 4:0 meczu z APO Lewadiakos. Na boisko wszedł w 74. minucie, zmieniając André Martinsa.
W reprezentacji Grecji zadebiutował 15 maja 2018 w przegranym 0:2 towarzyskim meczu z Arabią Saudyjską. Do gry wszedł w 71. minucie, zastępując Aleksandrosa Dziolisa.